# 王河镇 (潜山市)
王河镇是中华人民共和国安徽省安庆市潜山市的一个镇，位于潜山县城西南20公里。
全镇21个行政村。根据第五次人口普查结果，王河镇总人口44212人。
王河镇是安徽省安庆市潜山市下辖的一个镇。位于潜山市南部，素有“舒席之乡”、“鱼米之乡”之美誉，镇域地处北纬30027′－30035′，东经116026′－116037′。东隔潜水与油坝乡及怀宁县相望，南以长河为界与怀宁县石牌腊树镇毗连，西与黄泥镇接壤，北与黄铺镇、梅城镇交界，距风景秀丽的天柱山区仅40多公里。辖区是全市粮食主产区中最大的乡镇，该镇总面积96.61平方千米，该镇辖16个村委会，1个街道居委会，501个村民组，46547人（2017）。王河镇地形以圩畈为主，有潜水、长河、牌楼河3条河流经过。拥有洋荡圩、西联圩、三保圩、梅湖圩四个独立圩口，大小8座电排站，总装机容量4280千瓦。每个圩口有自己的水系，旱能灌、涝能排。主镇区距105国道仅10公里，距县城19公里。境内村村通有水泥路，通车里程达70余公里，并能连接互通。沪蓉高速穿境而过，正在建设中的济广高速与沪蓉高速在境内交汇互通，并设潜山南高速出口，交通便利。
王河镇鉴古创新、大力实施工业强镇，全面开展全民创业行动，招商引资、园区开发、小城镇建设、农业产业化等呈现出亮丽新风景。